# هتل ویندهام نیویورکر
هتل ویندهام نیویورکر یک هتل واقع در منهتن، نیویورک، ایالات متحده آمریکا می‌باشد که در سال ۱۹۳۰ میلادی تأسیس شده است.
مساحت زیربنای این ساختمان ۱٬۰۰۰٬۰۰۰ فوت مربع (۹۳٬۰۰۰ متر مربع)، تعداد طبقات آن ۴۳ طبقه می‌باشد که ۲۱ طبقه مخصوص هتل می‌باشد و در کل دارای ۱۰۸۳ اتاق، ۶۴ سوئیت و ۲ رستوران می‌باشد.